# Klosterviertel, Berlin
Klosterviertel är det östligaste av de fyra kvarter som den medeltida innerstaden i Berlin historiskt indelades i. Namnet kommer från Berlins gråbrödrakloster, vars kyrkoruin fortfarande finns i kvarteret. Klosterviertel är en av de mer välbevarade delarna av den historiska innerstaden, där stora delar av den äldre bebyggelsen och det medeltida gatunätet överlevde andra världskriget och DDR-tidens rivningar. 
Klosterviertel avgränsas av Berlins stadsbanas järnvägsviadukt i öster, där den medeltida ringmuren gick fram till 1600-talet. I söder bildar floden Spree gränsen, i väster Molkenmarkt och i norr nuvarande Rathausstrasse.
I området nordväst om nuvarande Grunerstrasse revs under 1960-talet de delar av bebyggelsen som överlevde andra världskriget, förutom 1800-talsrådhuset, Rotes Rathaus, där Berlins regerande borgmästare och senaten har sitt säte. Istället uppfördes längs Rathausstrasse byggnadskomplexet Rathauspassagen, med bostadshöghus, en galleria och restauranger. Grunerstrasse breddades till en större genomfartsled.
I den bevarade delen av Klosterviertel, sydost om Grunerstrasse, finns flera av Berlins senats byggnader för delstaten Berlins administration, bland annat Altes Stadthaus och Neues Stadthaus vid Molkenmarkt. Vid Jüdenstrasse finns här de arkeologiska resterna av Berlins medeltida judiska getto som givit gatan sitt namn, med smala hus arrangerade omkring en innergård, Grosser Jüdenhof, vars huvudsakliga gatu- och tomtstruktur fortfarande kan spåras. Vid Klosterstrasse ligger ruinen av gråbrödraklostret och Parochialkirche med den historiska kyrkogården. Omkring Waisenstrasse och Littenstrasse finns bland annat de sista bevarade ruinerna av Berlins stadsmur, Berlin-Mittes Amtsgerichts justitiepalats och en av Berlins äldsta krogar, Zur letzten Instanz.